# Eduardo Pereira Martínez
Eduardo Pereira Martínez (Montevideo, 21 marzo 1954) è un ex calciatore uruguaiano, di ruolo portiere.

## Carriera

### Club
Inizia molto giovane al Nacional di Montevideo, compagine della propria città di nascita, ma prima ancora che compia vent'anni viene ceduto al piccolo Amsterdam di Paso de los Toros, con cui trascorre la stagione 1973. Acquistato dal Peñarol l'anno seguente, con i rivali del Nacional rimane però per un periodo breve, trasferendosi presto in Paraguay alla volta del Club Guaraní. Guadagnatosi la titolarità con la compagine giallonera, si interessa a lui il Salamanca, che lo porta in Spagna e gli fornisce una prima esperienza nel calcio europeo, a cui ritornerà un anno dopo, in seguito a un altro periodo al Guaraní per la stagione 1978-1979. Stavolta, difatti, è l'Espanyol di Barcellona a richiederne i servigi, nuovamente in Primera División spagnola. Dopo due annate, passa al Sabadell, in Segunda División, e nel 1985 si risolve a fare ritorno in patria, ricongiugendosi al Peñarol dove già aveva militato dieci anni prima. Con il club della capitale vive un periodo di successi, ottenendo i primi titoli nazionali in carriera (due campionati uruguaiani consecutivi) e la vittoria della Coppa Libertadores 1987. Giocata la Coppa Intercontinentale 1987, Pereira viene acquistato dall'Independiente, club argentino; al suo primo anno, il portiere vince il campionato nazionale. In seguito, dopo aver disputato tre ulteriori stagioni e tre partite di Coppa Libertadores 1990, torna in Uruguay, dove chiude la carriera a trentanove anni.

### Nazionale
Fu convocato per la prima volta nel 1987, e fece il suo debutto il 23 giugno 1987 in una amichevole contro la Bolivia a Montevideo. Fu poi incluso nella lista dei convocati per la Copa América 1987 dal CT Fleitas; dato che l'Uruguay era già qualificato alle semifinali in virtù del titolo vinto nel 1983, si trovò a dover disputare solamente due incontri. Vinto il primo contro l'Argentina per 1-0, con il medesimo esito la Nazionale uruguaiana sconfisse il Cile e si aggiudicò il trofeo; in entrambe le occasioni, Pereira fu il portiere titolare e terminò dunque la competizione senza subire reti. Convocato per Italia 1990, Pereira, che aveva presenziato alle qualificazioni, fu rimpiazzato da Alvez come titolare, e la sua ultima presenza con la selezione divenne dunque quella del 22 maggio 1990 a Londra contro l'Inghilterra.

## Palmarès

### Club

#### Competizioni nazionali
- Campionato uruguaiano: 2

Peñarol: 1985, 1986
- Campionato argentino: 1

Independiente: 1988-1989

#### Competizioni internazionali
- Coppa Libertadores: 1

Peñarol: 1987

### Nazionale
- Coppa America: 1

Argentina 1987

### Individuale
- Equipo Ideal de América: 1

1987